# USA-221
USA-221, también conocido como FalconSat-5, es un minisatélite militar estadounidense, que se lanzó en 2010 a bordo de un Minotaur IV. La quinta nave espacial de FalconSat que se lanzará incluye cuatro experimentos de desarrollo de tecnología e investigación ionosférica. El satélite fue construido y es operado por la Academia de la Fuerza Aérea de los Estados Unidos.